# Сергеевка (Березнеговатский район)
Сергеевка (укр. Сергіївка) — село в Березнеговатском районе Николаевской области Украины.
Основано в 1903 году. Население по переписи 2001 года составляло 698 человек. Почтовый индекс — 56223. Телефонный код — 5168. Занимает площадь 0,785 км².

## Местный совет
56223, Николаевская обл., Березнеговатский р-н, с. Сергеевка, ул. Советская, 13; тел. 9-42-40.